# Elvira Gascón
Elvira Gascón (Almenar de Soria, 17 de mayo de 1911-Ciudad de México, 10 de febrero de 2000) fue una pintora, ilustradora, muralista y profesora del exilio republicano español.

## Reseña biográfica

### Inicios
Su infancia transcurrió en Málaga. Su primera formación fue como profesora: se recibió en la Escuela Normal de Magisterio de Guadalajara y posteriormente estudió en la Escuela Superior de Pintura, Escultura y Grabado de Madrid para ser profesora de dibujo. En 1935 comenzó a dar clases en la Escuela de Artes y Oficios de Madrid.
En 1929 ingresó a la Real Academia de Bellas Artes de San Fernando, donde estudió pintura; estudios que concluiría en 1935, poco antes del golpe de Estado.
Tras el estallido de la guerra civil, trabajó en la Junta de Incautación, Protección y Salvamento del Tesoro Artístico, organismo creado para proteger el Patrimonio Cultural Español. Allí conoció al artista Roberto Fernández Balbuena, con quien se casó.

### Exilio
Debido a la situación política en España, se exilió a la ciudad de México en noviembre de 1939, donde fue bien recibida por el círculo de intelectuales exiliados.
Trabajó como ilustradora en el Fondo de Cultura Económica, la Revista Mexicana de Cultura y México en la Cultura. Sus obras sirvieron para ilustrar más de ciento cincuenta libros, entre ellos, el poemario Giraluna (1955), el último libro publicado en vida de Andrés Eloy Blanco, y trabajó de cerca con escritores de la talla de Alfonso Reyes.
Su carrera artística continuó en el muralismo, donde desarrolló un estilo propio conocido como “helenismo picassiano”. Su obra está presente en diversos edificios públicos.
Fue miembro de la Unión de Mujeres Españolas en México (UME), donde participó en campañas para la comunidad de exiliados.

## Exposiciones
Participó en 28 habitaciones individuales y 45 exposiciones colectivas; entre ellas:
- 1955, Galería El Cuchitril
- 1957, Jornadas de Arte Religioso
- 1960, I Festival Mexicano de Artes Plásticas
- 1977, Palacio de Bellas Artes
- 2023, Museo Kaluz

## Obra
- Epifanía (Iglesia de la Medalla Milagrosa)
- San José de la Virgen (Convento de los Padres Josefinos)